# 後藤滋巳
後藤 滋巳（ごとう しげみ、1952年 - ）は、日本の歯学者、歯科医師。愛知学院大学歯学部歯科矯正学講座教授。日本矯正歯科学会理事長。

## 経歴
1977年愛知学院大学歯学部卒業。1978年より同大学歯学部歯科矯正学助手、長期在外研究員等を経て1996年より歯科矯正学講座教授。2008年より日本矯正歯科学会理事長、2011年より愛知学院大学歯学部附属病院病院長を務める。
1988年 愛知学院大学より歯学博士の学位を得る。論文の題は「拇指末節骨の骨化・癒合現象の増齢変化について」。

## 所属学会
- 日本矯正歯科学会 理事長[2]
- 近畿東海矯正歯科学会 元副会長[5]
- 日本顎関節学会 理事[6]
- 日本歯科医学教育学会 評議員[7]
- 日本小児歯科学会[5]
- 日本顎変形症学会 理事[8]
- 日本スポーツ歯科医学会 理事[9]
- 日本口蓋裂学会 理事[10]
- 愛知学院大学歯学会 評議員[5]
- アメリカ矯正歯科学会[5]

## 著書
- 後藤滋巳 他 著、桑原, 洋助、鈴木, 祥井、瀬端, 正之 編『カラーアトラス 矯正歯科の臨床』医歯薬出版、1987年8月。ISBN 978-4-263-40469-0。
- 後藤滋巳 他 著、編 日本歯科技工士会 編集委員 斎木好太郎、中西茂昭、平沼謙二、桑田正博、妹尾輝明、宮武光吉、森博史、森本基、渡邉誠 編『歯科技工学臨床研修講座　第2巻』医歯薬出版、1997年8月。ISBN 978-4-263-43222-8。
- 後藤滋巳 他 編『歯科矯正学』（第4版）医歯薬出版、2001年4月。ISBN 978-4-263-45514-2。
- 後藤, 滋巳、葛西, 一貴、三浦, 廣行 ほか 編『混合歯列期の矯正歯科治療』医歯薬出版、2002年10月10日。ISBN 978-4-263-44144-2。
- 後藤滋巳 他 著、青柳, 公夫、鈴木, 俊夫、夏目, 長門 編『歯科医療事故予防学』医歯薬出版、2003年6月。ISBN 978-4-263-44154-1。
- 後藤, 滋巳、氷室, 利彦、槇, 宏太郎 ほか 編『チェアサイド・ラボサイドの矯正装置ビジュアルガイド』医歯薬出版、2004年11月15日。ISBN 978-4-263-43330-0。
- 槇, 宏太郎、後藤, 滋巳、石川, 博之 編『歯科マニュアルシリーズ 歯科矯正マニュアル』（第4版）南山堂、2006年2月1日。ISBN 978-4-525-83214-8。
- 後藤滋巳 他『新しい歯科矯正学』（改訂版）永末書店、2006年3月31日。ISBN 978-4-8160-1163-4。
- 相馬, 邦道、飯田, 順一郎、山本, 照子 ほか 編『歯科矯正学』（第5版）医歯薬出版、2008年3月25日。ISBN 978-4-263-45615-6。
- 後藤, 滋巳、氷室, 利彦、槇, 宏太郎 ほか 編『チェアサイド・ラボサイドの矯正装置ビジュアルガイド 2』医歯薬出版、2009年11月20日。ISBN 978-4-263-43338-6。
- 後藤滋巳、清水典佳、槇宏太郎、森山啓司、石川博之 編『矯正歯科治療　この症例にこの装置』医歯薬出版、2010年3月25日。ISBN 978-4-263-44303-3。
- 後藤滋巳 他 著、松, 井恭平、栗, 原英見; 合, 場千佳子 ほか 編『最新歯科衛生士教本 咀嚼障害・咬合異常2 歯科矯正』監修 全国歯科衛生士教育協議会、医歯薬出版、2011年2月20日。ISBN 978-4-263-42825-2。
- 後藤滋巳、槇宏太郎、石川博之、福田理、居波徹、嘉ノ海龍三 編『幼児・学童期からの矯正歯科治療 乳歯・混合歯列期の不正咬合と障害児への対応』医歯薬出版、2012年3月10日。ISBN 978-4-263-44361-3。
- 新井一仁、石川博之、北井則行、後藤滋巳、清水典佳、寺田員人、中村芳樹、福井和徳、槇宏太郎、松本尚之、三浦廣行、溝口到、山田一尋『新しい歯科矯正学』（第3版）永末書店、2012年3月24日。ISBN 978-4-8160-1240-2。
- 後藤滋巳、清水典佳、森山啓司、宮澤健、槇宏太郎、石川博之 編『安心・安全　歯科矯正用アンカースクリュー この症例にこの方法』医歯薬出版、2013年1月。ISBN 978-4-263-43353-9。